# Concord (Nowy Jork)
Concord – miasto w Stanach Zjednoczonych, w stanie Nowy Jork, w hrabstwie Erie.